# Arena Alva
Die Arena Alva (rätoromanisch für «weisse Arena») war eine unabhängige Regionalzeitung im Kanton Graubünden im Gebiet der unteren Surselva. Sie gehörte zur Südostschweiz Mediengruppe (heute Somedia).
Die Zeitung erschien wöchentlich jeweils am Freitag und hatte zuletzt eine WEMF-beglaubigte Auflage von 3'748 verkauften bzw. 3'763 verbreiteten Exemplaren. Für die Gemeinden Flims und Trin war die Arena Alva amtliches Publikationsblatt, Lokalzeitung für Falera, Ilanz, Laax, Sagogn und Schluein. Der Redaktionssitz war in Flims, gedruckt wurde in Haag in der st.-gallischen Gemeinde Sennwald. Die Zeitung erschien von 1982 bis Ende 2013.
Zwischen der Zeitung Arena Alva und der im Tourismusbereich tätigen Firma «Weisse Arena AG» (Arena Alva SA) bestand kein Zusammenhang.

## Nachfolge
Zum 1. Januar 2014 ging die Arena Alva mit dem Rhiiblatt zusammen. Die neue Zeitschrift heisst Ruinaulta.